# 리샹위
리샹위(중국어: 李翔宇, 병음: Li Xiangyu, 한자음: 이상우, 1997년 12월 16일 ~ )는 중화인민공화국의 바둑 기사이다. 충칭시 출신으로 중국기원 소속의 5단이다.

## 경력
충칭시에서 태어났다. 2010년에 아마추어로 제23회 만보배 4강에 진출했고 프로바둑에 입단했다. 2015년 TWT 텐센트 바둑선수권전에서 준우승을 차지했다. 2016년 제3회 바이링배 예선에서 김치우와 안정기, 황윈쑹을 연이어 누르고 본선 64강에 진출했지만 마오루이룽에게 져서 탈락했다.
2017년 제3회 몽백합배 세계 바둑 오픈전 예선에서 왕싱하오와 셰얼하오, 저우위안쥔을 잇달아 물리치고 본선 64강에 올랐지만 리저에게 패배하여 탈락했다. 2017년 항저우팀으로 중국 갑조리그에 출전하여 6승 12패를 기록했다. 2017년 5단으로 승단했다.